# Långtjärnen (Nederkalix socken, Norrbotten, 733940-183070)
Långtjärnen är en sjö i Kalix kommun i Norrbotten och ingår i Kalixälvens huvudavrinningsområde.